# Крестоун (Колорадо)
Крестоун (англ. Crestone) — місто (англ. town) в США, в окрузі Савоч штату Колорадо. Населення — 141 особа (2020).

## Географія
Крестоун розташований за координатами 37°59′44″ пн. ш. 105°41′47″ зх. д. / 37.99556° пн. ш. 105.69639° зх. д. (37.995568, -105.696460).  За даними Бюро перепису населення США в 2010 році місто мало площу 0,80 км², уся площа — суходіл. В 2017 році площа становила 0,98 км², уся площа — суходіл.

## Демографія
Згідно з переписом 2010 року, у місті мешкало 127 осіб у 66 домогосподарствах у складі 33 родин. Густота населення становила 159 осіб/км².  Було 107 помешкань (134/км²).
Расовий склад населення:
| - 90,6 % — білих - 3,1 % — корінних американців - 0,8 % — азіатів - 2,4 % — осіб інших рас |

До двох чи більше рас належало 3,1 %. Частка іспаномовних становила 6,3 % від усіх жителів.
За віковим діапазоном населення розподілялося таким чином: 23,6 % — особи молодші 18 років, 57,5 % — особи у віці 18—64 років, 18,9 % — особи у віці 65 років та старші. Медіана віку мешканця становила 43,8 року. На 100 осіб жіночої статі у місті припадало 98,4 чоловіків;  на 100 жінок у віці від 18 років та старших — 106,4 чоловіків також старших 18 років.
Середній дохід на одне домашнє господарство  становив 42 166 доларів США (медіана — 25 625), а середній дохід на одну сім'ю — 20 932 долари (медіана — 18 250). За межею бідності перебувало 39,2 % осіб, у тому числі 58,8 % дітей у віці до 18 років та 10,5 % осіб у віці 65 років та старших.
Цивільне працевлаштоване населення становило 35 осіб. Основні галузі зайнятості: будівництво — 34,3 %, роздрібна торгівля — 22,9 %, освіта, охорона здоров'я та соціальна допомога — 22,9 %.